# دینگ یوشی
دینگ یوشی (چینی ساده: 丁禹兮; پین‌یین: Dīng Yǔ Xī؛ زادهٔ ۲۰ ژوئیه ۱۹۹۵) همچنین با نام رایان دینگ (انگلیسی: Ryan Ding) نیز شناخته می‌شود، بازیگر اهل چین است.